# Al final del túnel
Al final del túnel és una pel·lícula thriller argentina de 2016 escrita i dirigida per Rodrigo Grande, protagónitzada per Leonardo Sbaraglia, Pablo Echarri i Clara Lago.

## Argument
Història que transcorre a la casa de Buenos Aires de Joaquín (Sbaraglia), una persona en cadira de rodes a la vora d'una depressió que veu com canvia la seva vida quan li lloga una habitació a Berta (Lago) i la seva filla Betty. La relació es veurà amenaçada quan descobreix que una banda d'assaltants està cavant un túnel per sota de casa seva per robar un banc.

## Repartiment
- Leonardo Sbaraglia com Joaquín.
- Pablo Echarri com Galereto.
- Clara Lago com Berta.
- Javier Godino com a Zurdo
- Ulma Salduende com a la filla de Berta.
- Federico Luppi com Guttman.

## Al voltant de la pel·lícula
- Clara Lago va haver d'aconseguir un accent argentí a la seva interpretació de Berta, obtenint una actuació natural.[2]